# Palais Lamba Doria
Le palais Lamba Doria est un palais génois d'architecture gothique construit au milieu du XIIIe siècle, donné par la république de Gênes à l'amiral Lamba Doria après la glorieuse victoire de la bataille de Curzola en 1298 contre les Vénitiens. 
Il est situé sur la Piazza San Matteo 15, dans le centre de Gênes, en face de l'église de San Matteo, un quartier qui a toujours été dominé par les Doria. 